# Хасан (хан Золотой Орды)
Хасан бин Беккунды — шибанид, хан Улуса Джучи (Золотой Орды) в 1368—1369 годах.
В 1368 году Мамай, покинув хана Абдаллаха в Сарае, отправился в Крым для подавления направленного против него движения, инспирированного Хаджи-Черкесом. Абдаллах не смог удержать столицу и сдал её Улджай-Тимуру. Но его в свою очередь в 1368 г. выбил из Сарая шибанид Хасан, племянник Мир-Пулада.
Хасан-хан правил недолго — уже в 1369 году он был изгнан эмиром Мамаем из Сарая и, вероятно, погиб при захвате столицы. После него ханский трон вернулся Абдаллаху.

## Примечание
Некоторые авторы отождествляют хана Хасана с правителем Волжской Булгарии Асаном, назначенным Азиз-шейхом, однако А. В. Пачкалов привёл доказательства, что Хасан Шибанид и Асан (Исаи) Булгарский — два разных деятеля.